# Corrimiento de tierra

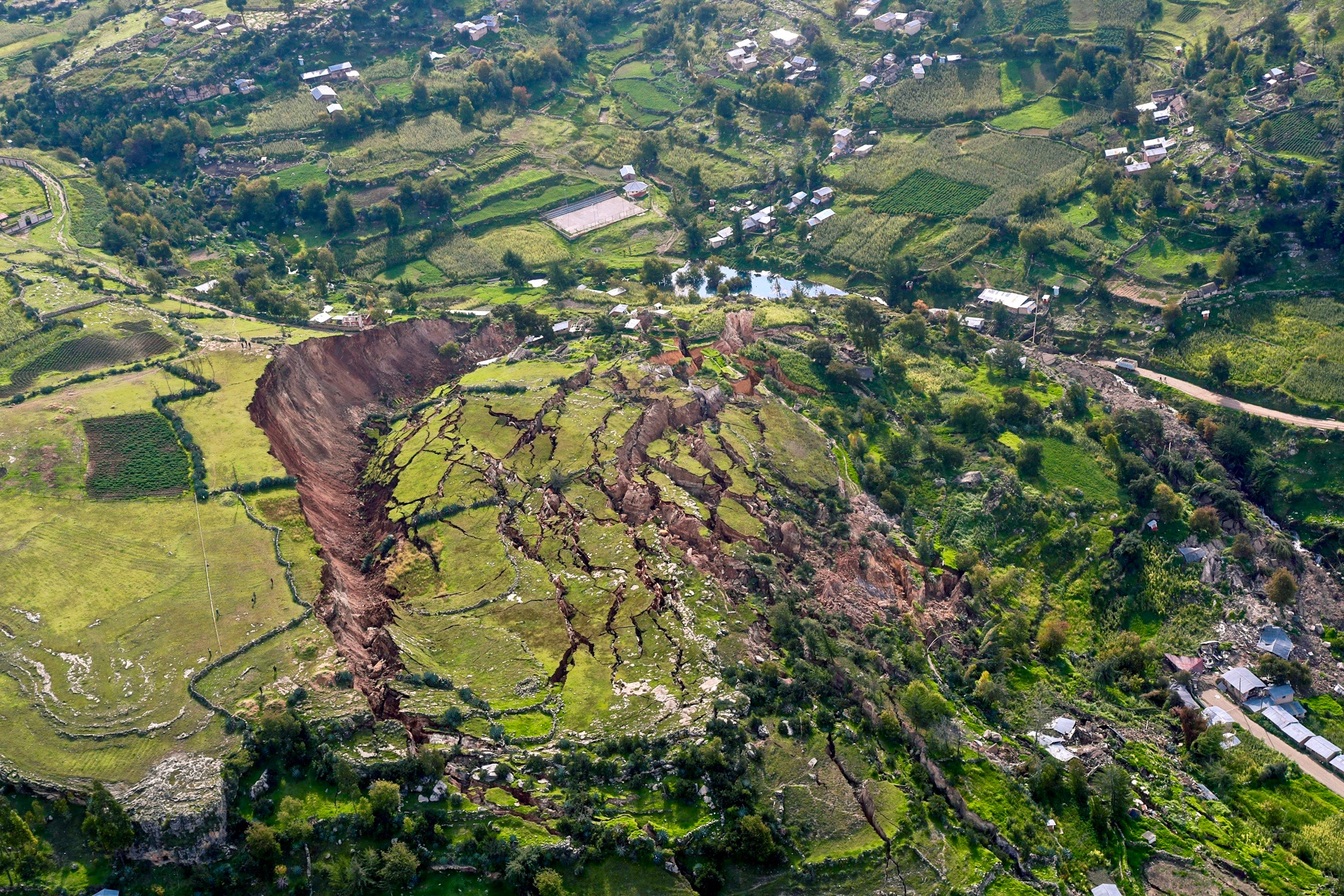
Un corrimiento de tierra en el departamento del Cuzco, Perú (2018)

Un corrimiento de tierra o deslave, es el desplazamiento de una masa grande de tierra que se desprende por una vertiente o ladera, precipitándose a ella.
Los corrimientos de tierra pueden ser provocados por terremotos, erupciones volcánicas o inestabilidad en las zonas circundantes, así como explosiones causadas por el hombre para construcciones.Los corrimientos de barro o lodo (deslaves) son un tipo especial de corrimiento cuyo causante es el agua que penetra en el terreno por precipitaciones fuertes, modificándolo y provocando el deslizamiento. Esto ocurre con cierta regularidad en varios lugares como durante los períodos de lluvias.

## Tipos de corrimientos o deslaves

### Deslizamientos

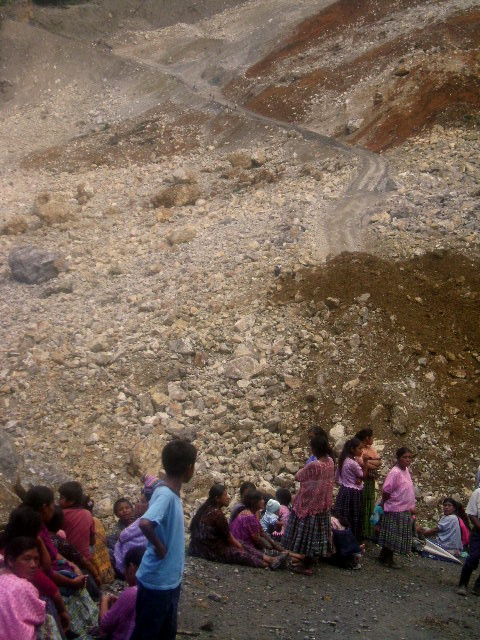
Pobladores intentan cruzar peligrosamente el derrumbe en el Cerro Los Chorros de San Cristóbal Verapaz en Guatemala ocurrido el 4 de enero de 2009 y en el que murieron casi un centenar de personas

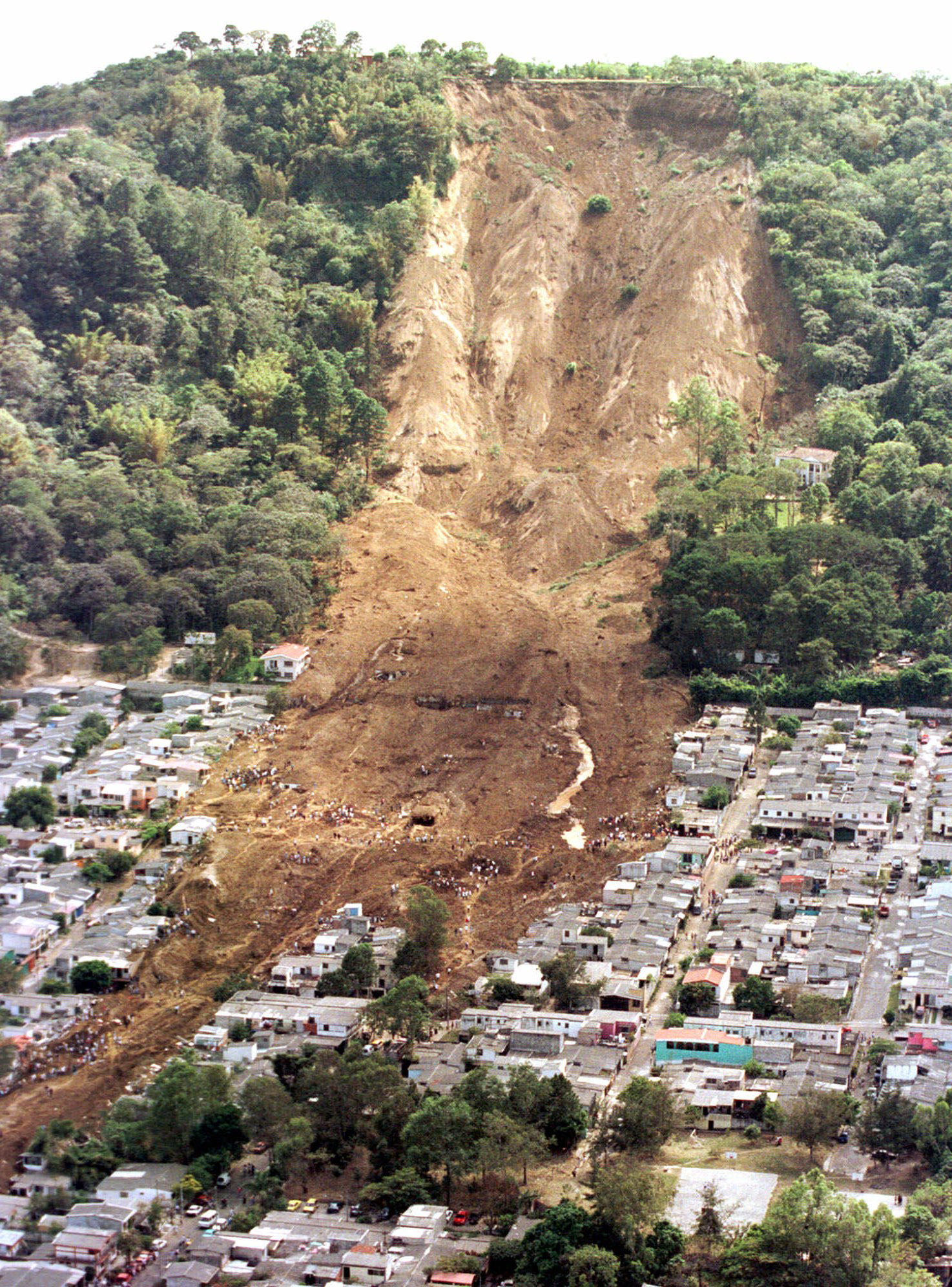
Un corrimiento de tierra provocado por un terremoto, en este caso los terremotos de El Salvador de 2001

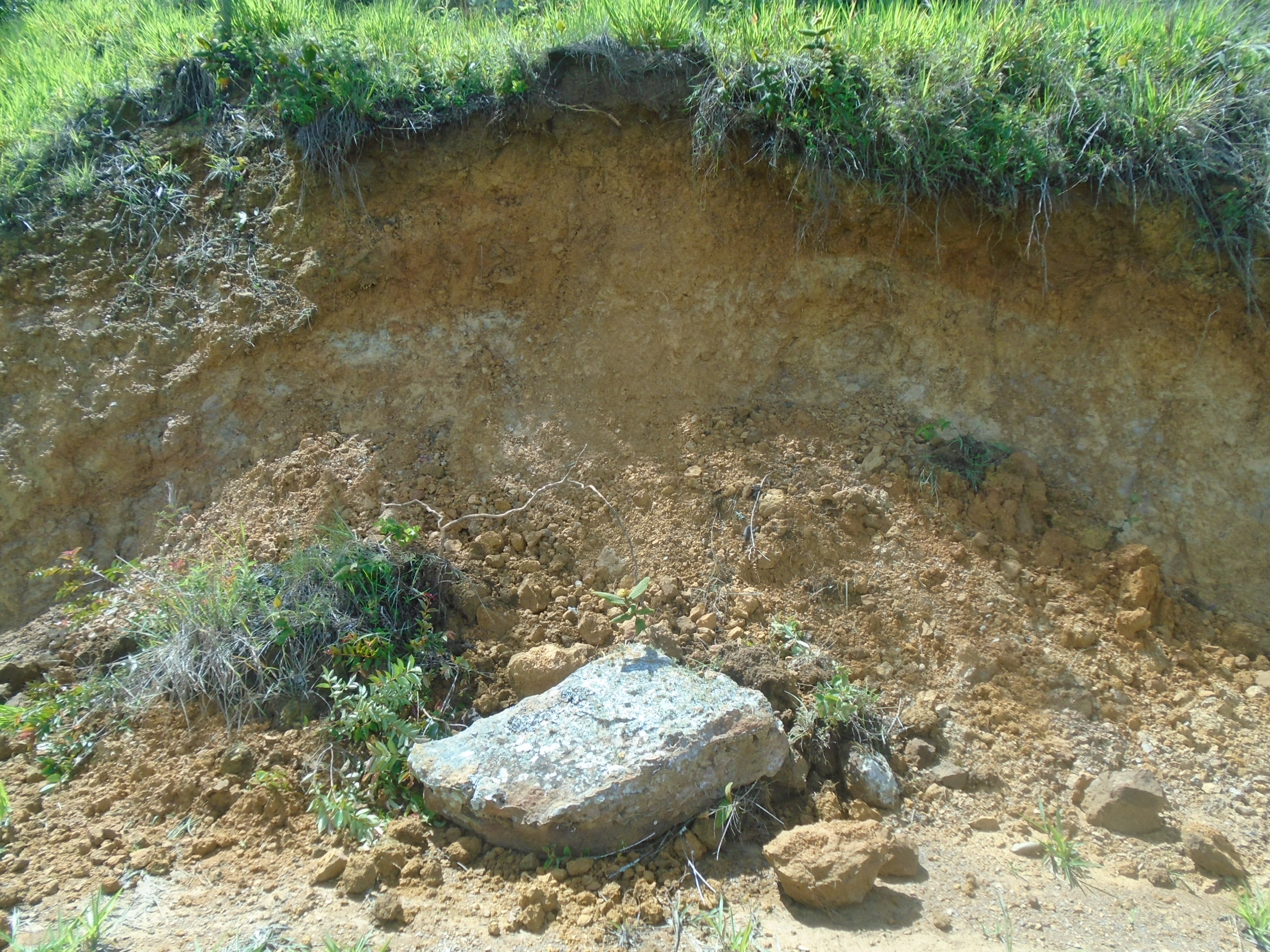
Un derrumbe en una vía rural de Mogotes, Santander

Los deslizamientos se producen cuando una gran masa de terreno o zona inestable desliza con respecto a una zona estable, a través de una superficie o franja de terreno de pequeño espesor. Los deslizamientos se inician cuando las franjas alcanzan la tensión tangencial máxima en todos sus puntos. Los deslizamientos son un tipo de corrimiento ingenierilmente evitables. Sin embargo, en general los otros tipos de corrimiento no son evitables.

### Flujo de lodo
Los corrimientos consistentes en flujo de lodo se producen en zonas muy lluviosas, afectando a zonas muy grandes. Los terrenos arcillosos, al entrar en contacto con el agua, se comportan como si alcanzasen el límite líquido y se mueven de manera más lenta que los deslizamientos. Se da en pequeñas pendientes, pero en gran cantidad.
Los espesores varían de acuerdo a la configuración estratigráfica del sitio de ocurrencia del fenómeno, y de ahí sus efectos en la zona de influencia. Aunque puede decirse que ingenierilmente no es posible evitarlo, sí se pueden mitigar los efectos aplicando criterios básicos de bioingeniería e ingeniería ambiental.

### Licuefacción
Se da en zonas de arenas limosas saturadas, o en arenas muy finas redondeadas (loess).
Debido a la gran cantidad de agua intersticial que presentan, las presiones intersticiales son tan elevadas que un seísmo, o una carga dinámica, o la elevación del nivel freático, pueden aumentarlas, llegando a anular las tensiones efectivas. Esto motiva que las tensiones tangenciales se anulen, comportándose el terreno como un «pseudolíquido».
Se produce, entre otros terrenos, en rellenos mineros.

### Reptación
Movimiento muy lento que se da en capas superiores de laderas arcillosas, de en torno a 50 centímetros de espesor o menos.
Está relacionado con procesos estacionales de variación de la humedad.
Se manifiestan en forma de pequeñas ondulaciones y suelen ser signo de una futura inestabilidad cada vez mayor.

## Corrimientos de tierra históricos

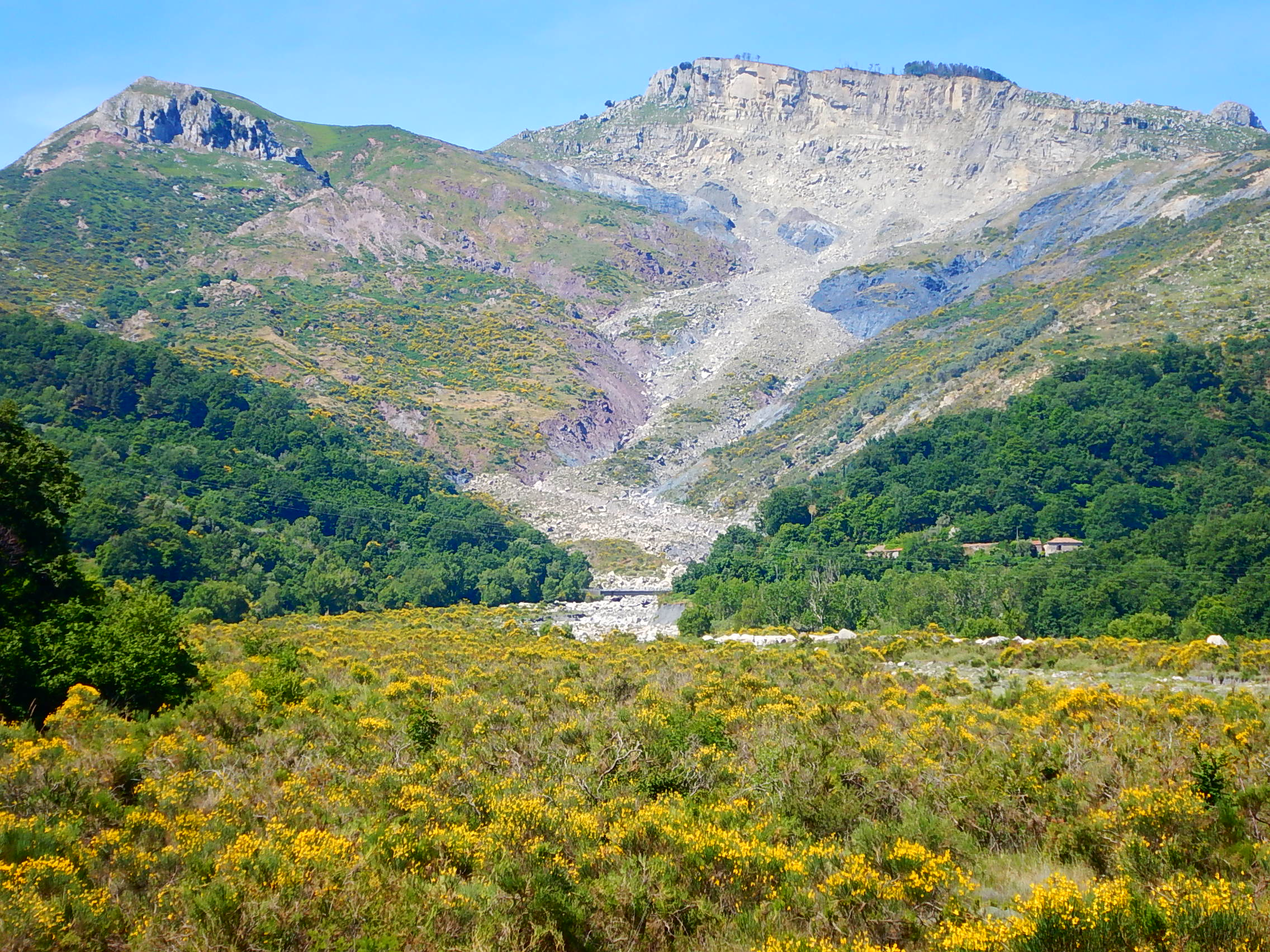
el corrimiento de Ritagli di Lecca en Fondachelli Fantina, Sicilia

- El Corrimiento de Goldau el 2 de septiembre de 1806.
- El Corrimiento de roca de Quebec en Cap Diamant el 19 de septiembre de 1889
- El Corrimiento Frank, Montaña Turtle, Alberta, Canadá, el 29 de abril de 1903.
- El Corrimiento de Khait, Khait, Tayikistán, Unión Soviética, el 10 de julio de 1949.
- El Corrimiento del Monte Toc (260 millones de metros cúbicos) que cayeron en la cuenca de la presa del Vajont en Italia, causando un megatsunami y aproximadamente 2000 muertos el 9 de octubre de 1963.
- El Corrimiento de Hope (46 millones de metros cúbicos) cerca de Hope, Columbia Británica, Canadá el 9 de enero de 1965.[7]
- La Catástrofe de Aberfan de 1966.
- El corrimiento de Tuve en Gotemburgo, Suecia, el 30 de noviembre de 1977.
- El corrimiento de Abbotsford de 1979, Dunedin, Nueva Zelanda, el 8 de agosto de 1979.
- El corrimiento Val Pola durante el desastre de Valtellina (1987) Italia.
- Los corrimientos en Chile, que llevan el nombre de aluviones, destacando los ocurridos en Antofagasta en 1991 y la Quebrada de Macul de 1993.
- El corrimiento de Thredbo, Australia, el 30 de julio de 1997, que destruyó un hostel.
- Los deslaves de Vargas debidos a fuertes lluvias en el Estado de Vargas, Venezuela, en diciembre de 1999, causando decenas de miles de muertos.
- Durante el terremoto de El Salvador del 13 de enero de 2001 un alud de 150 mil metros cúbicos de tierra se desprendió, sepultando cerca de 200 casas y con ellas muchas personas en la colonia "Las Colinas" de Santa Tecla.
- El Corrimiento de tierra de Leyte del Sur de 2006 en Filipinas.
- Los deslaves de Chittagong de 2007, en Chittagong, Bangladés, el 11 de julio de 2007.
- El corrimiento de El Cairo de 2008 el 6 de septiembre de 2008.
- El corrimiento de Uganda de 2010 causó más de 100 muertes debido a fuertes lluvias en la región de Bududa.
- Los deslaves del condado de Zhouqu en Gansu, China, el 8 de agosto de 2010.[8]
- El Corrimiento de tierra de Santa María Tlahuitoltepec en Oaxaca, México, el 28 de septiembre de 2010.
- El Corrimiento de tierra de Antioquia.
- El corrimiento de Devil, en el Condado de San Mateo, California.
- Los corrimientos e inundaciones de Río de Janeiro en Río de Janeiro, Brasil, el 11 de enero de 2011, causando 619 muertes.[9]
- El Corrimiento de tierra de Chosica, Perú.

## Corrimientos submarinos prehistóricos

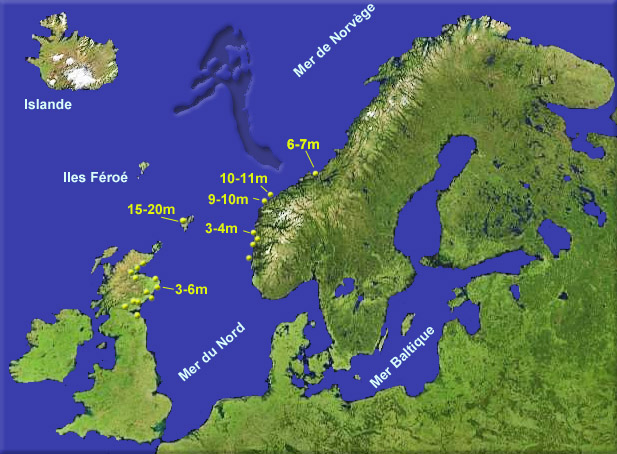
Los números en amarillo dan el tamaño de las olas del tsunami como tsunamitas recientemente estudiadas por investigadores.

- El Corrimiento de Storegga, cerca de la costa noruega de 3500 km³, hace aproximadamente 8000 años, que generó un impacto catastrófico en la población mesolítica, terminando de inundar Doggerland, separando Normandía de las islas británicas.[11]
- The Corrimiento de Agulhas, ca. 20 000 km³, en las afueras de Sudáfrica, postplioceno, ha sido el más grande descrito[12]
- La Avalancha de Ruatoria, en las afueras de la North Island Nueva Zelandia, de aproximadamente un volumen de 3.000 km³, hace 170 000 años.[13]
- Avalanchas catastróficas han sido comunes en los flancos sumergidos de volcanes de islas oceánicas, como los producidos en Canarias, Sicilia, Hawái y Cabo Verde.[4]

## Corrimientos de tierra extraterrestres

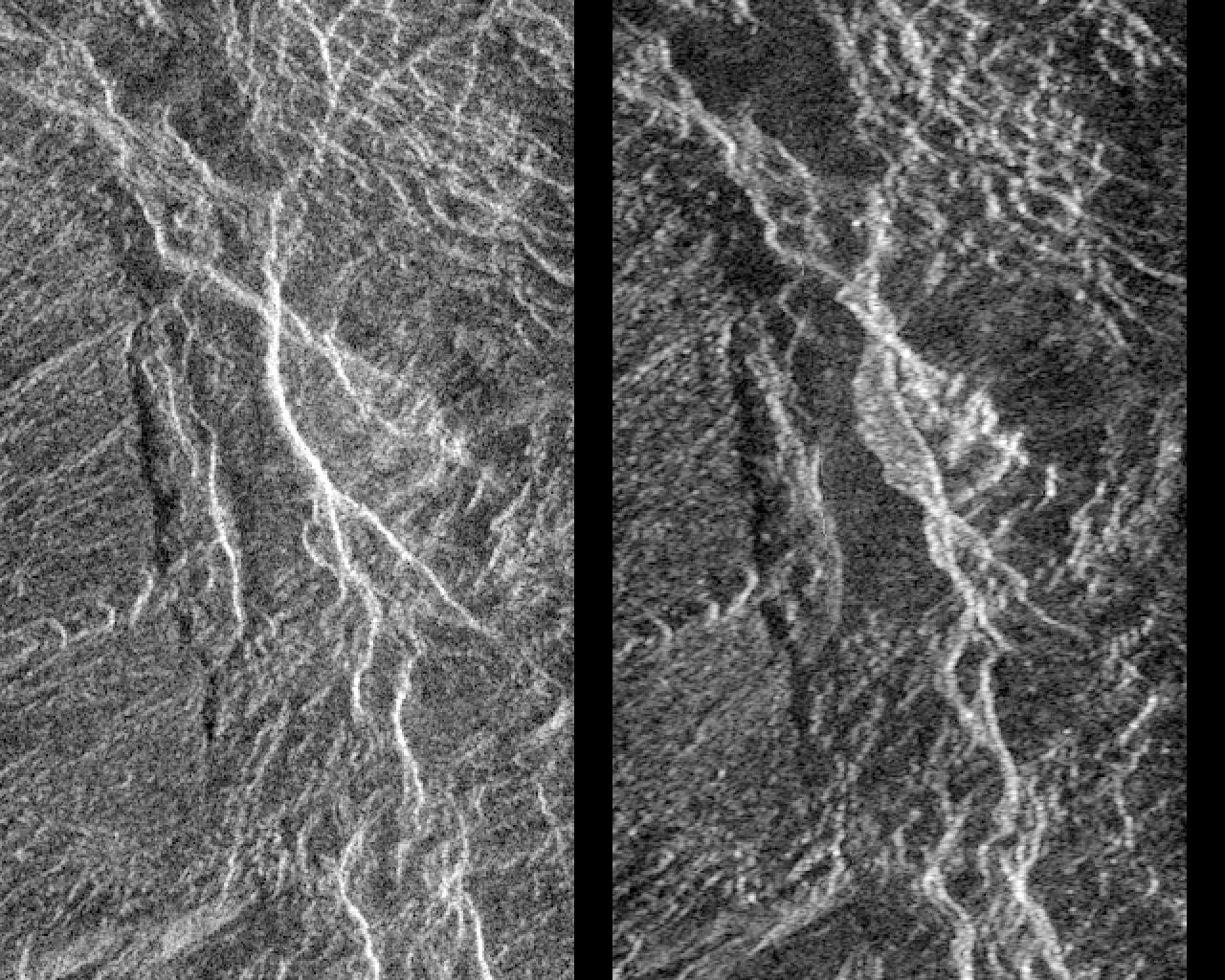
Deslizamientos de tierra en Venus. La imagen de la izquierda fue tomada a finales de noviembre de 1990 durante el primer viaje de Magallanes alrededor de Venus. La imagen de la derecha fue tomada el 23 de julio, cuando la nave Magallanes pasaba por la región por segunda vez. Cada imagen es 24 kilómetros (14.4 millas) a través de 38 kilómetros (23 millas) de largo y se centra en 2 grados sur de Venus

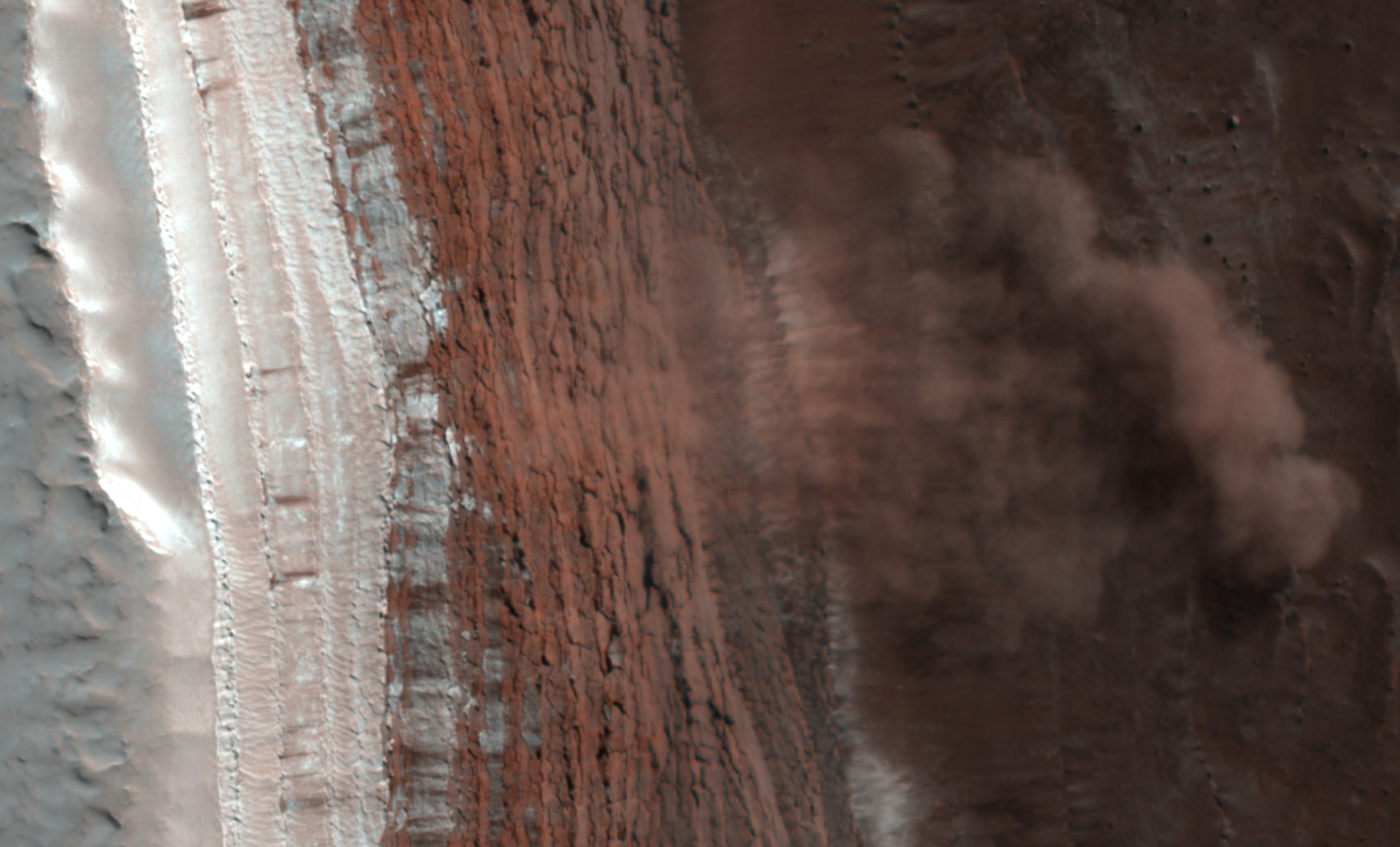
Corrimiento de tierra en progreso en Marte, 2008-02-19

Se ha detectado evidencia de deslizamientos anteriores en muchos cuerpos del sistema solar, pero desde que existen más observaciones por sondas que observan solo por un tiempo limitado y la mayoría de los cuerpos del sistema solar parecen ser geológicamente inactivos, se sabe que no muchos deslizamientos de tierra han ocurrido en los últimos tiempos. Venus y Marte han sido objeto de asignación a largo plazo por satélites de órbita, y se han observado en ambos ejemplos de deslizamientos de tierra.